# Gerade und Ungerade

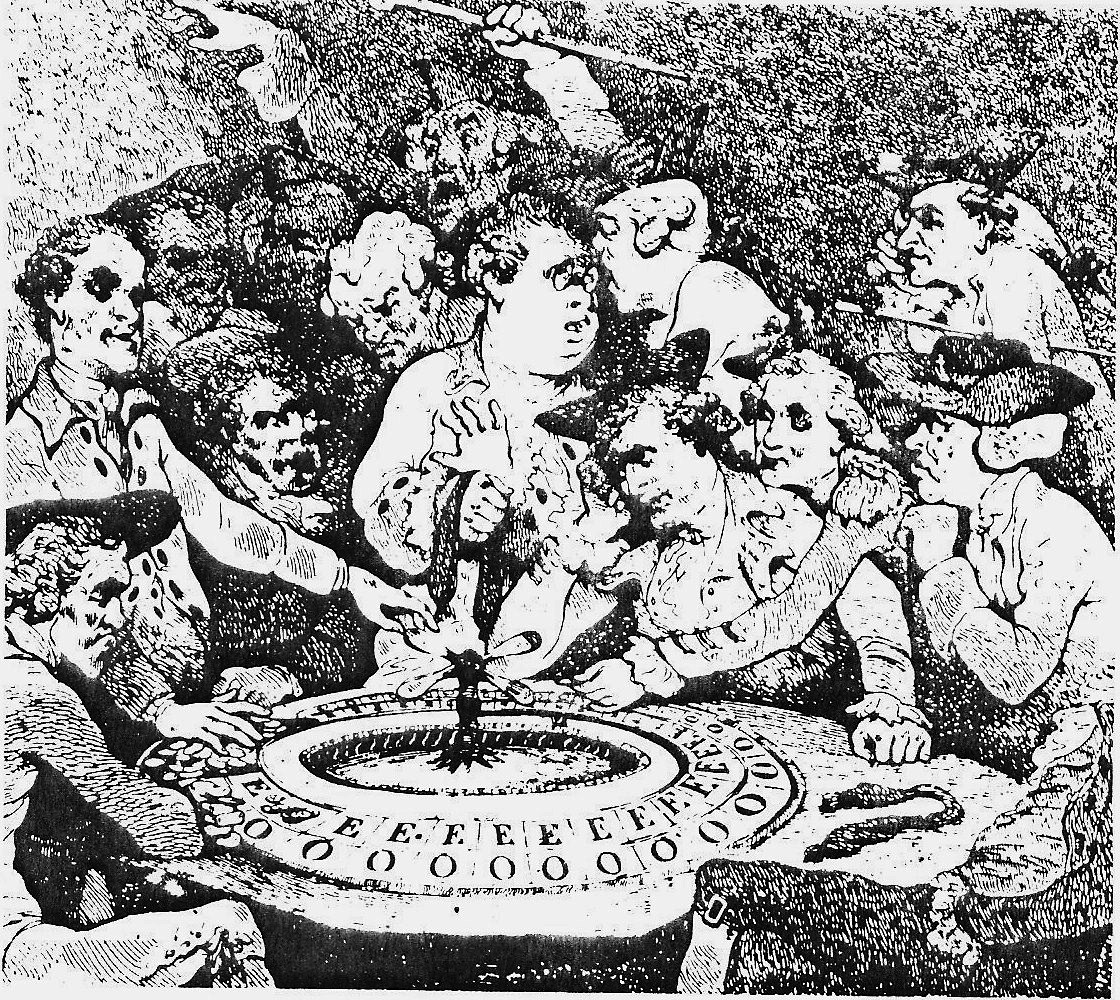
Even-Odd als eine frühe Form des Roulette

Gerade und Ungerade ist ein einfaches Glücksspiel, welches darin besteht, dass man – von Mitspielern unbeobachtet – verschiedene Münzen oder sonstige kleine Gegenstände in die Hand nimmt, letztere schließt und einen anderen erraten lässt, ob die Zahl derselben eine gerade oder ungerade sei.

## Geschichte
Dieses Spiel war schon den Griechen (artiazein) und den Römern (ludere par impar) bekannt. Im Krünitzlexikon von 1858 heißt es dazu:
„Das Spiel gerade oder ungerade war bey den Römern stark üblich, und wurde entweder mit Talis, Tesseris, oder Gelde, welches „Alea maior“, oder mit Nüssen, Bohnen und Mandeln, welches „Alea minor“ hieß, gespielet.“
Eine mittelalterliche Erwähnung findet sich im Renner des Hugo von Trimberg (Vers 2695).
Ähnlichkeit besitzt dieses Spiel auch mit dem Fingerspiel Morra oder Fingerlosen, wobei man schnell eine Anzahl Finger einschlägt oder ausstreckt und, indem man die Hand verborgen hält, die Anzahl derselben von einem anderen erraten lässt.
Gerade und Ungerade ist auf der Liste verbotener Spiele des k.u.k. Justizministeriums von 1904 aufgelistet.

## Adaption
Unter dem Namen Gerade und Ungerade (engl. Even-Odd oder kurz EO) ist auch ein Vorläufer des Roulettespiels im 18. Jahrhundert bekannt. In den Wetten auf Pair bzw. Impair lebt diese frühe Form im modernen Roulette fort.